# Tomás Rodríguez Sabio
Tomás Rodríguez Sabio, nacido en La Coruña en 1901 (aproximadamente) y fallecido en la misma ciudad el 8 de julio de 1949, fue un empresario y político gallego.

## Trayectoria
Miembro de la Irmandade da Fala de La Coruña, participó en la Asamblea de Lugo y publicó algunos textos literarios de corte nacionalista. En marzo de 1920 emigró a La Habana, donde trabajó como interventor en la sucursal de un banco, fue uno de los miembros fundadores de la Junta Nazonalista Gallega d'Habana en 1920, y colaboró en Galicia y Nós. Regresó La Coruña en 1923 y fue representante en Galicia de la Junta Nazonalista Gallega d'Habana. En 1923 fue elegido secretario de la Irmandade da Fala de La Coruña y fue nombrado secretario de redacción de A Nosa Terra.  En 1925 se instaló en Vigo como administrador de El Pueblo Gallego. A finales de 1926 marchó a Argentina, donde fue gerente de la bodega Bodegas y Viñedos Giol. Volvió a Galicia, millonario, en 1935 e ingresó en Renovación Española. En 1937 fue nombrado presidente del Consejo de administración de la fábrica de tejidos La Primera Coruñesa, que puso la disposición de los sublevados.

## Vida personal
Se casó con María Sánchez Suárez en 1925, y fue padre de Tomás y Enrique Rodríguez-Sabio Sánchez.